# Соколович, Глигор
Глигор Соколович (17 января 1870 — 29 июля 1910) — воевода сербских четников в Македонии.

## Биография
Родился в 1870 году в Небрегово (Македония). Не получил образования. После того как убил турка Али-Ага он решил присоединиться к ВМОРО в 1895 году. Находился в отряде Павла в Кратово. С началом илинденского восстания Глигор служил в одном отряде с другими македонскими революционерами: Сотир Атанасов, Атанас Мурджев, Крайсти Лазаров, Димитар Ганчев, Николя Пушкарев и другие. В 1903 году он присоединяется к сербским четникам после пребывания в Белграде, где он встретился с доктором Милорадом Годжевацем, идеологом движения, а также с другими четниками. Он вернулся в Прилепе, где организовал движение сербских четников. Успешно боролся против болгар, которых победил у Прилепа, Велеса, Кичево, Пореча.
Летом 1906 года ВМОРО подвергается нападению сербских четников в Крапе.
Его старший сын, Андон, был сербским добровольцем во время Первой Балканской войны.
Убит турками возле родника.